# Redécentralisation d'Internet
Pour les articles homonymes, voir Décentralisation.

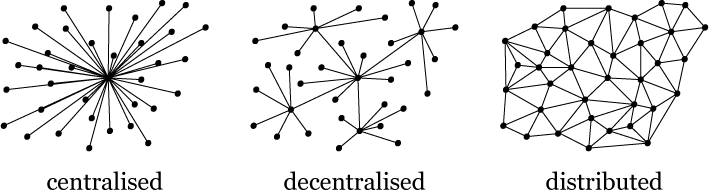
Différence entre une architecture centralisée (centralised), décentralisée (decentralised) et distribuée (distributed).

La redécentralisation d'Internet consiste à mettre les terminaux, les services et l'information à la périphérie du réseau Internet. Internet a été conçu comme un réseau de réseaux interconnectés dans lequel n'importe quel nœud du réseau peut communiquer avec tous les autres. Dans le contexte actuel[Quand ?], on observe cependant une centralisation d'Internet en ce qui concerne son infrastructure, ses services, son information. On constate la centralisation de l'information, des services vers les géants d'Internet comme Google, Meta dans les centres de traitement de données. Des protocoles de messageries originaux comme le courriel, pour lesquels un particulier peut devenir son propre fournisseur d'adresse électronique, s'ils le souhaitent, sont dans une certaine mesure complétés par certains services comme Facebook, un réseau massivement utilisé mais pour lesquels l'utilisateur doit nécessairement passer par les serveurs de la compagnie pour utiliser ce service en lui-même. Des alternatives existent, mais elles ne sont généralement pas interconnectées.

## Exemples de réseaux centralisés
- La télévision : les chaînes de télévision émettent vers des écrans passifs
- Le réseau du Minitel était composé d'un point central qui émet l'information et des terminaux passifs à la périphérie.[réf. nécessaire] Un service d'annuaire centralisé existait, mais il était possible de se connecter à différents services depuis le terminal en composant leur numéro respectif.

## Enjeux
La redécentralisation d'Internet a de nombreux enjeux, qu'ils soient sociaux, économiques ou encore environnementaux.

### Enjeux sociaux

#### Censure et surveillance
Plusieurs gouvernements dans le monde (Chine, Turquie, Philippines, Russie entre autres) censurent de manière proactive ou non le contenu accessible en ligne. Majoritairement, cette censure est politique et possède comme but de supprimer les arguments/informations de l’opposition. Parallèlement, un grand nombre de gouvernements effectuent des surveillances de masse via internet, comme par exemple le programme de surveillance de masse PRISM opéré par la NSA et révélé par Edward Snowden.
Plusieurs technologies adhérentes au concept de décentralisation permettent de grandement éviter la censure et la surveillance par les États. Un exemple de ces technologies est GNS (GNU Name System), une alternative pair-à-pair au DNS. Ce protocole décentralisé permet d’anonymiser les appareils accédant à internet ainsi que les serveurs proposant le contenu en ligne. Ainsi, les internautes peuvent accéder à n'importe quel contenu en ligne sans risque de représailles de leur gouvernement. L'anonymisation des serveurs permet également à n’importe quel contenu d'être servis en ligne. Ce qui empêcherait par exemple un blocage de Wikipédia ou n'importe quel autre site d'information.  
Bien qu'à première vue les technologies permettant de contourner ou éviter la censure semblent être fondamentalement bénéfiques, plusieurs entités s'y opposent. DNS over HTTPS est une autre technologie à effets similaires permettant, comme le GNS, également d'anonymiser l'accès à internet. Ce protocole dont Mozilla Firefox est un des pionniers, a récolté la critique et le mécontentement de beaucoup de FAI qui semblent considérer le filtrage par DNS comme nécessaire.  

##### Exemple:Censure de Wikipédia en Turquie

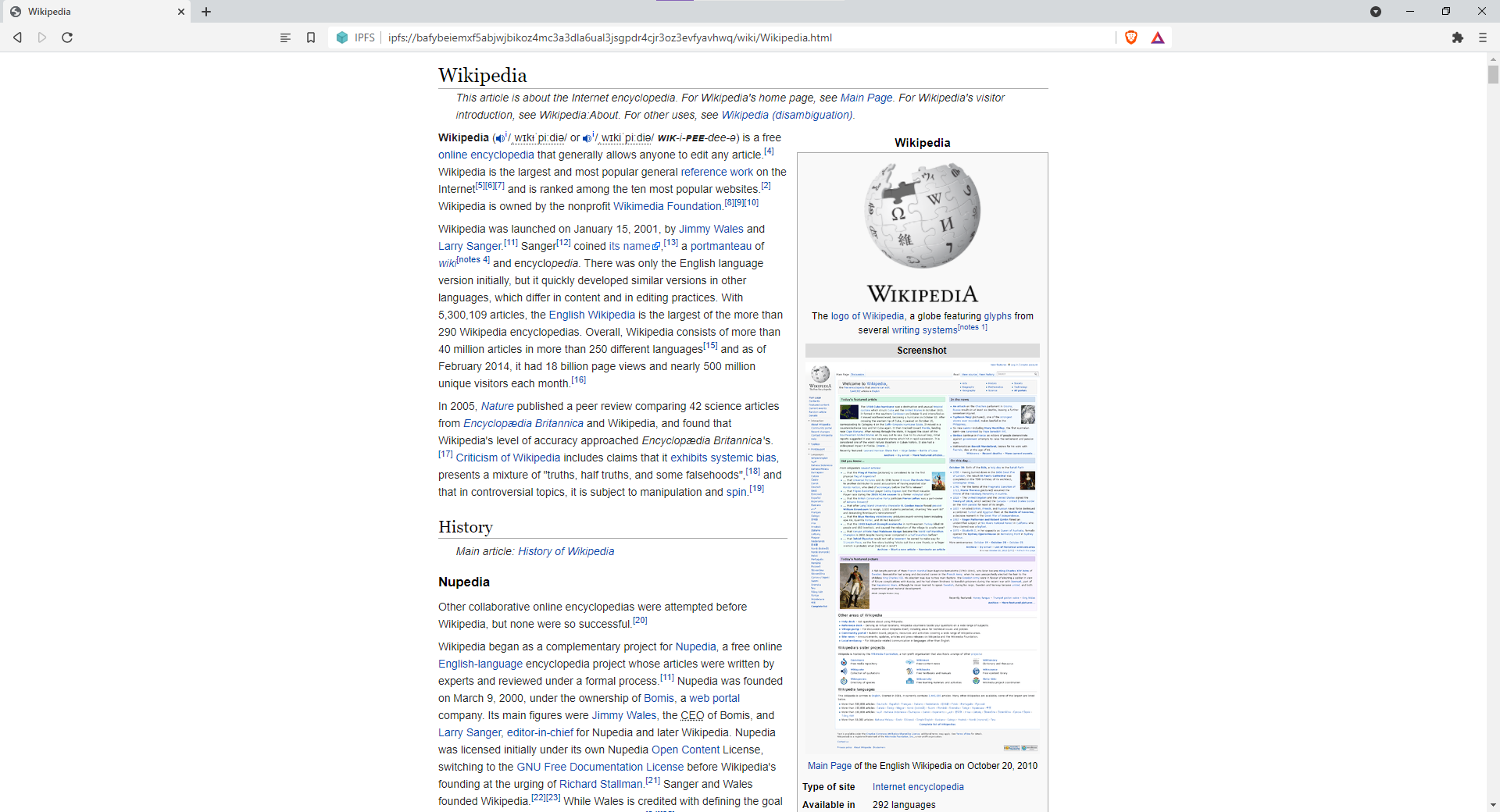
Accès à un article Wikipédia via l'utilisation du protocole IPFS.

Le 20 avril 2017, la Turquie bloque tous les accès à Wikipédia. Le blocage des accès au site encyclopédique s'inscrit dans le contexte général de la période de purges politiques ouverte par la tentative de coup d'État de 2016. Ces mesures constituent, selon les termes du Monde, « une étape supplémentaire dans la censure et la répression ». 
Quelques jours plus tard, l'équipe derrière IPFS (un protocole pair à pair de distribution de contenu adressable par hypermédia) publie une version archivée du site encyclopédique accessible en utilisant le protocole IPFS. Ceci a ainsi permis aux personnes victimes de la censure appliquée par le gouvernement turc de pouvoir à nouveau accéder à Wikipédia et ainsi à une source d'information non contrôlée par le gouvernement.

#### Gouvernance des données
Une des critiques principales du modèle centralisé est la gouvernance des données personnelles. En effet, de nombreux utilisateurs ont perdu confiance envers les géants de l'internet (Google, Amazon, Facebook, Twitter, etc) et leur gestion de nos données personnelles. 
Un exemple qui a fait parler de lui est le scandale de Cambridge Analytica où la société a commencé à exploiter les données de 87 millions d'utilisateurs de Facebook à partir du début de l'année 2014. Ces informations ont servi à influencer les intentions de vote en faveur d'hommes politiques. En effet, les données des utilisateurs sont régulièrement revendues à des entreprises de publicité afin de mieux cibler ses utilisateurs (scandale de Cambridge Analytica) ou encore utilisées à des fins publicitaires (Google Ads).  
Le modèle actuel pose également des problèmes de sécurité et de confiance aux entreprises à qui les utilisateurs confient leurs données. La fuite de données de 530 millions de comptes par Facebook en 2019 illustre parfaitement cet exemple.
Les technologies décentralisées permettent une sécurité des données personnelles et une confidentialité plus contrôlées,,.
Des personnalités influentes du monde du web comme un des créateurs du web Tim Berners-Lee, John McAfee spécialiste de la sécurité et le respect de la vie privée, ont pris position pour la redécentralisation d'Internet,.

### Enjeux économiques
Un aspect grandissant en ampleur de la redécentralisation d'internet est l'arrivée et le développement des blockchains et ce que cette technologie implique.
Les cryptomonnaies par exemple, abordent l'économie d'une manière considérablement différente du modèle économique actuel. En effet, une cryptomonnaie nécessite des registres de comptes virtuels (ledgers en anglais) qui sont des entités faisant le compte de toutes les transactions ayant eu lieu. En échange de leurs services, ces registres de compte facturent des frais et capitalisent sur leur capacité à observer toutes les transactions qui ont lieu sur leur marché. Cet avantage informationnel leur confère un pouvoir de marché substantiel et un contrôle sur les participants au marché. Les conséquences de ce pouvoir sur le marché sont les suivantes : prix plus élevés, enfermement propriétaire de l'utilisateur et coûts de changement élevés, présence de points de défaillance, risque de censure, obstacles à l'innovation et réduction de la vie privée.
Ainsi, malgré ses promesses de désintermédiation et de confiance, les cryptomonnaies introduisent de nouveaux intermédiaires et créent des dépendances envers de nouvelles structures (les ledgers entre autres).
Ces technologies propriétaires sont proposées aux pays en voie de développement comme une manière d'innover facilement, d'attirer les adeptes aux blockchains et de se donner une image de pays innovant. En effet, les cryptomonnaies connaissent un grand succès dans les pays en voie de développement. Cependant, cette adoption des cryptomonnaies crée souvent une dépendance à ces technologies. Ces dernières étant majoritairement des technologies propriétaires et souvent émergentes de la Silicon Valley, cela accroît l'emprise déjà considérable des États-Unis sur les pays en voie de développement. Ces projets sont d'ailleurs souvent soutenus par le gouvernement américain via différentes techniques de soft power comme le TechCamp.

### Enjeux environnementaux
Une seconde critique majeure des cryptomonnaies est son impact environnemental. Le minage de cryptomonnaie est un processus grandement énergivore et possède ainsi une empreinte carbone élevée. En 2021, le site Digiconomist estime que le minage de Bitcoin en un an seulement possède une empreinte de 50,55 millions de tonnes de carbone soit l'équivalent de l'empreinte carbone de la Hongrie.

### Critiques du modèle actuel

#### Minitel 2.0
En France, l’un des grands critiques du modèle centralisé, Benjamin Bayart, a créé la notion de Minitel 2.0, en référence à la résurgence du modèle uniquement client-serveur du Minitel : l’utilisateur devait connecter son terminal à des fournisseurs de services comme l'annuaire ou les services de petites annonces, en payant la connexion et le fournisseur de service. Les rôles de client et de serveur étaient dans ce réseau clairement limités, au contraire d'Internet où chaque machine peut être dans certains cas serveur ou cliente, permettant par exemple à un particulier d'avoir un serveur de courriel pour son foyer, en ayant un nom de domaine choisi par lui. A contrario, un acteur actuel comme Facebook ne fournit aucune manière d'héberger sa page utilisateur Facebook chez soi, et encore moins en communiquant avec d'autres serveurs de réseaux sociaux, on compare par exemple Facebook à un « web dans le web ».

## Solutions possibles
La décentralisation d'Internet peut se faire via :
- l'auto-hébergement de son serveur polyvalent grâce à ce type de projets :
  - YunoHost ;
  - FLAP[23] ;
  - ArkOS (abandonné) ;
- des réseaux pair à pair et aux protocoles de communication interopérables et libres comme :
  - le courrier électronique : SMTP, IMAP ;
  - la messagerie instantanée : XMPP ;
  - la téléphonie sur IP : le protocole SIP, en configuration ouverte et intéroperable, via différents fournisseurs (ex: linphone et ippi en france..), voire via les passerelles (sipbroker notamment)[24]
  - le partage de fichiers en pair à pair avec par exemple le protocole BitTorrent ;
  - les tchat en salons (permettant plus de deux personnes) avec des logiciels tels que Riot/Matrix, RetroShare, Marabunta ;
  - l'utilisation de blockchains
  - l'hébergement de sites web : Peer-to-peer web hosting ;
- L'utilisation de moteurs de recherche décentralisés comme YaCy, Seeks ou le méta-moteur Searx ;
- Une architecture distribuée (exemple de solutions : Diaspora, ZeroNet).